# 異常心理學
異常心理學（英語：Abnormal psychology）又称變態心理学、病理心理学、非正常心理学，是臨床心理學的一個分支，針對各種心理疾病或異常行為描述其病理學及治療方法，為更深入了解異常行為的入門學科，也是成為心理治療師訓練的必修知識之一。變態心理學的研究可以幫助人們從異常與正常的對照中更加清楚地揭示人的心理本質，即揭示心理現象對於大腦的依賴關係，以及對於客觀現實的依賴關係。變態心理學以普通心理學為基礎，它的研究成果又可為普通心理學開闢新的工作領域，提煉新的研究課題，從而同時充實和豐富普通心理學 

## 歷史
起初，人們基本上以魔鬼論、巫術來解釋变态心理，常見的治療方法有驅魔、鞭打、水療等。希波克拉底與恩培多克勒則認為體內四液失調而導致心理問題。19世紀，梅毒盛行，人們發現其與多種精神失常有關。同時發現細菌的存在，促進了藥物青黴素的發明，開始引導心理學界以生物學角度看待疾病。而19世紀末，當時影響力很大精神病學家John P. Gray認為心理疾病是源自物理上 (physical roots)，並令電休克療法、腦白質切除術等治療方法盛行。但也因為上述方法太殘忍而開始有呼聲要以人道治療，像是以一個正常環境來治療人們，並鼓勵病患回到社會中。之後，就到各種心理學理論競爭，如精神分析學、行為主義、及人本主義。當代理論以一個全面，不再以其中一面去解釋心理疾病。另外，也從病後治療，正面心理學開始逐漸關注如何預防心理疾病。

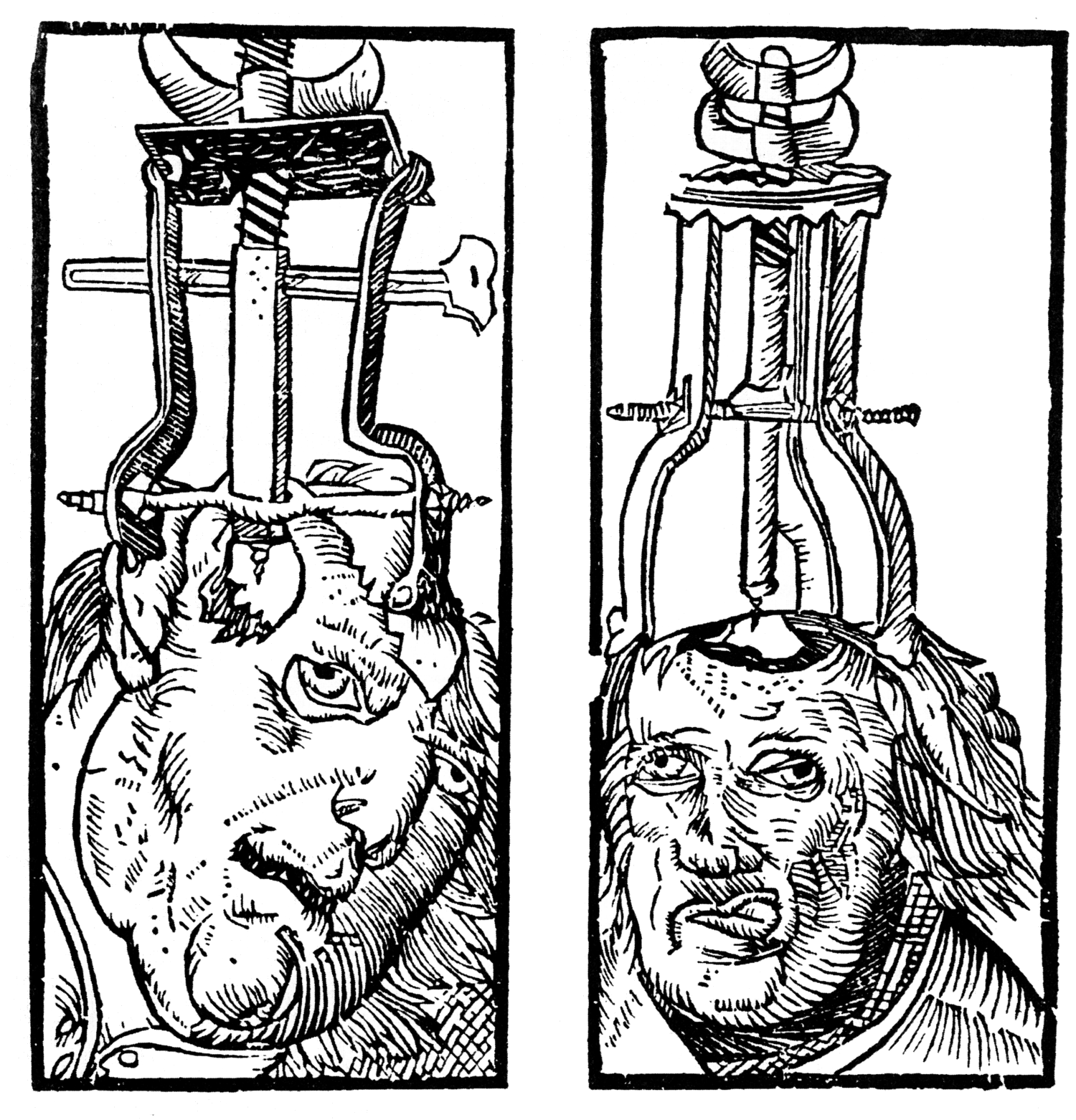
早期的入侵性治癒方案

## 疾病定義
定義心理異常不是件單純的事，因心理疾病不像生理疾病有明確客觀的判定標準，不是簡簡單單抽血檢查或斷層掃描，再和正常標準比較就可判斷是正常或有病；此外，心理疾病有很大的區塊是模糊地帶，不論是關於病人主觀的檢查報告，或是外在行為的觀察，因為專業人士在判斷過程也有很多主觀的部分，所以同樣是心理專業人員可能有不同的診斷結果，在精神醫療中是常有的事。
而根據美國精神醫學學會出版的《精神疾病診斷與統計手冊》，精神疾病是指一個人患有行為上或心理上的臨床病徵，而病徵必須具備以下其中一項條件：
- 為精神病人個人帶來痛苦（Personal distress）
- 降低精神病人個人能力（Impairment）
- 有帶來死亡、痛楚、喪失能力或喪失自由的危害性（Psychological dysfunction）
- 身體上可能會以疼痛如頭痛或腹痛等方式呈現（因為心理因素）

常见的变态类型有神经症、情绪障碍、人格障碍及精神分裂症。

## 界定标准
1、以病人的主观体验、治疗者或研究者对异常现象的判断为标准；
2、以社会常模和社会适应性为标准；
3、以数据和测试结果为标准，如標準測驗韋克斯勒兒童智力量表；
4、以医学病因和出现症状种类、数量、严重程度为标准

## 素質-壓力模式

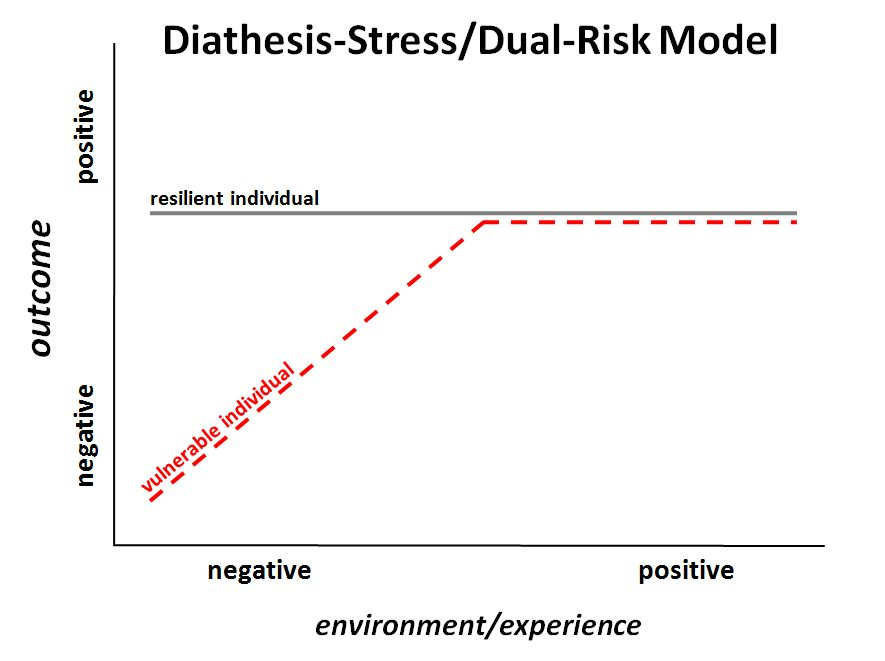
Diathesis-Stress Model預測當人們本身的傾向與壓力加在一起，超過一定水平就會發病。

素質－壓力模式（英：Diathesis–Stress Model）是指內在因素（ 基因、家族遺傳、大腦傳遞物質不平衡等）加上外在因素 （ 壓力、人際關係、重大事件發生等） 的同時影響之下所發病的機率

## 科學家既從業者模型
科學家既從業者模型指心理學家除了研究心理疾病，也能提供治療。也指心理學家們應當時時研究自己的治療與診症的方法，貼近現今的研究學界。

## 醫護人員
香港有臨床心理學家、教育心理學家、精神病醫生。

## 臨床描述
- 主訴 (chief complaint)，即症狀
- 盛行率 (prevalence rate)
- 發生率 (incidence rate)，即新症的數量
- 發病時機 (onset)，如急性(acute)還是慢性(gradual)
- 病程 (course)，如周期復發(episodic)、慢性(chronic；成世)
- 預後 (prognosis)，即估計未來的情況

## 臨床診斷

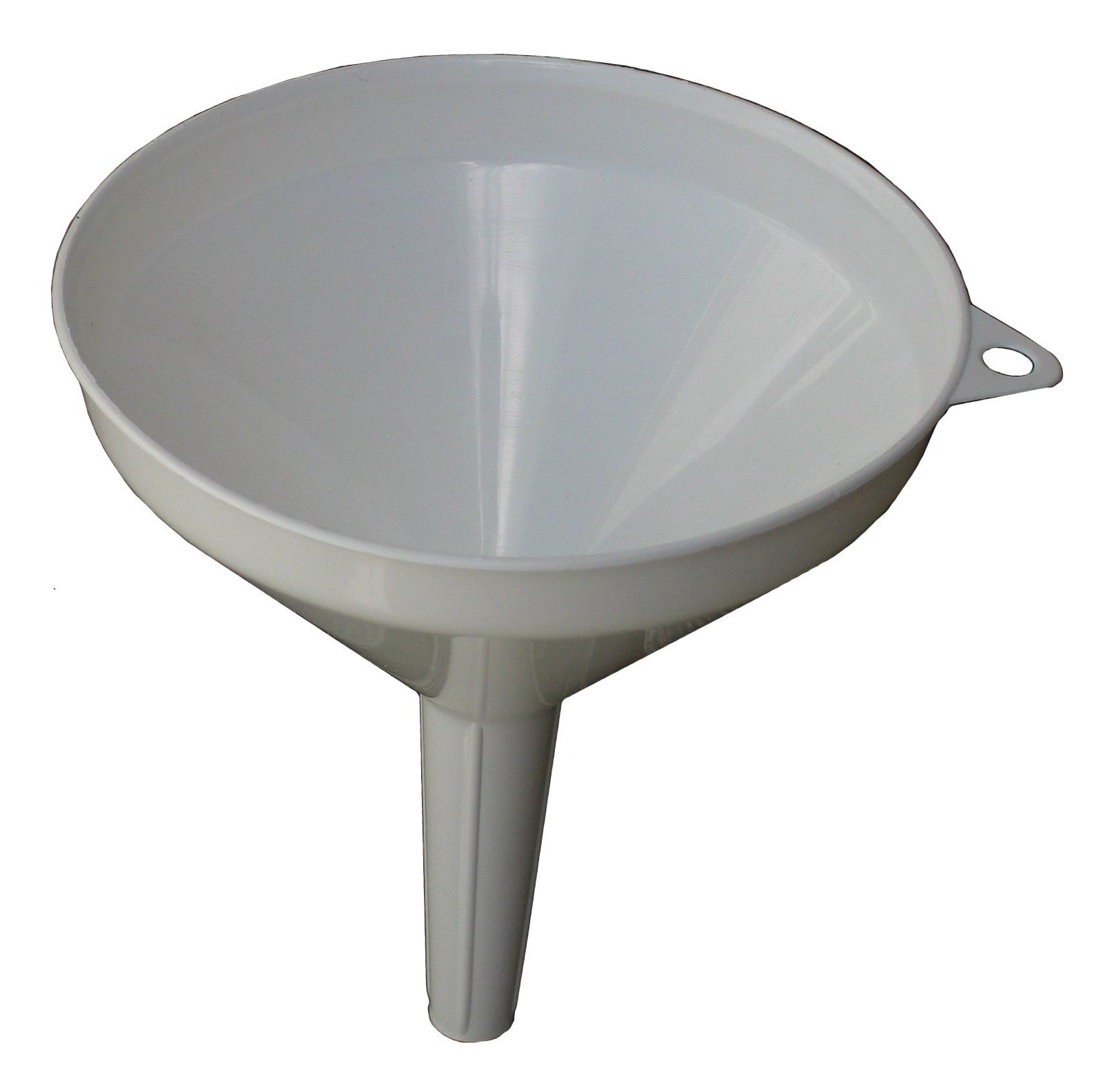
診斷過程就像一個漏斗，先收集大量數據，再縮窄至更細的問題及原因上

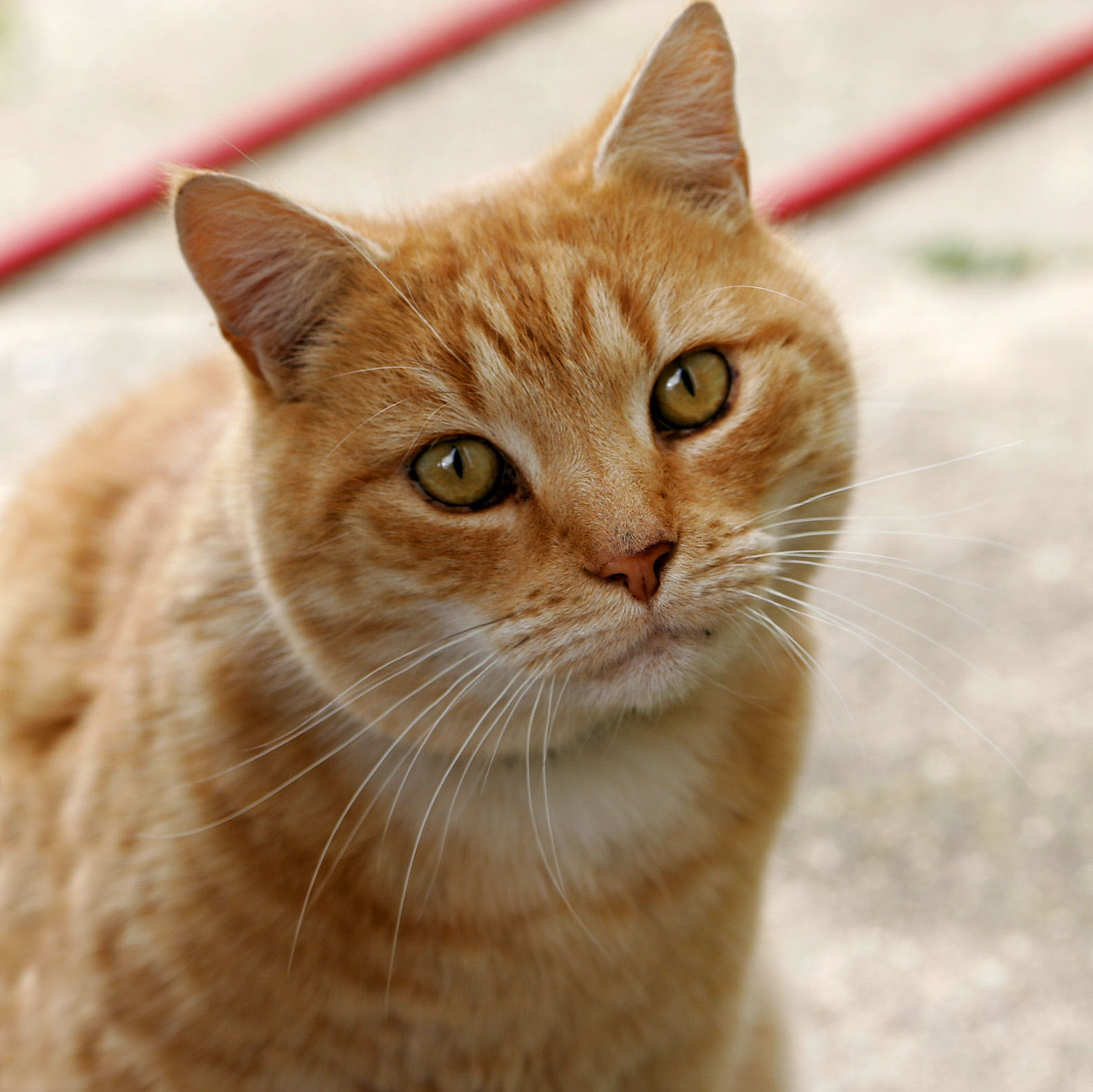
當你描述甚麽是「貓」的時候，你會知道其大約的特徵，如有毛、等。但即使都是貓，不同貓品種之間有著極大的長度、顏色等變化。在分類心理疾病上亦開始採用這種多向度分類法。

一般臨床心理學家會以不同的方法去斷出病患的情況
- 臨床面談
  - 心理狀態測驗
- 行為評估
  - ABC觀察，找出前因、行為、及後果
- 自報問卷（英语：Self-report_inventory）
- 智商測試
- 核磁共振成像

## 臨床分類
疾病分类学是一種命名法。美国心理学会的精神疾病診斷與統計手冊（DSM），起源自世界卫生组织的國際疾病與相關健康問題統計分類（ICD），專門記錄心理疾病的條件，而最新一版於2013年5月出版。疾病分类学目前採用更多原型的方法來定義心理疾病，並混合「是/否」作分類（pure categorical approach）及程度（Dimension）來標示心理疾病，如自閉症光譜，將幾個類近但不同嚴重程度的病合併一起。疾病分类学也將病名改得容易直觀，如學習障礙中的失讀症，英文由 Dyslexia 改為 Reading disorder。

## 治療
行為療法（沃爾普）
行為療法依靠的原則行為主義，如涉及古典和操作條件。由於 James Watson 和 BF Skinner 等心理學家的工作，行為主義興起於 20 世紀初期。行為主義認為人類所做的所有行為都是由於刺激和強化. 雖然這種強化通常是為了良好的行為，但它也可能發生在適應不良的行為中。在這種治療觀點中，患者的適應不良行為得到了強化，這將導致適應不良行為的重複發生。治療的目標是加強較少的適應不良行為，以便隨著時間的推移這些適應行為將成為患者的主要行為。
人文療法（羅傑斯）
人本主義療法旨在實現自我實現（Carl Rogers, 1961)。在這種治療方式中，治療師將專注於患者本身，而不是患者所面臨的問題。這種療法的目標是通過將患者視為“人”而不是客戶，找到問題的根源並以有效的方式解決問題。近年來，人文療法一直在興起，並帶來了許多積極的好處。它被認為是治療有效性所需的核心要素之一，不僅對患者的福祉而且對整個社會的福祉都有重要貢獻。有人說，今天所有的治療方法在某些方面都藉鑑了人文主義的方法，而人文主義療法是治療患者的最佳方法。人文療法適用於所有年齡段的人；然而，它在被稱為“遊戲療法”的變體中非常受兒童歡迎。

認知行為療法（埃利斯和貝克）
認知行為療法(CBT) 旨在影響思維和認知 (Beck, 1977)。這種治療形式不僅依賴於前面提到的行為療法的組成部分，還依賴於認知心理學的元素。這不僅取決於來訪者 可能由條件反射引起的行為問題，還取決於他們的消極圖式和扭曲的認知他們周圍的世界。這些消極的圖式可能會給患者的生活帶來痛苦；例如，模式可能會給他們不切實際的期望，即他們應該在工作中表現如何，或者他們應該如何看起來。當這些期望得不到滿足時，往往會導致適應不良的行為，如抑鬱、強迫症和焦慮。. CBT 的目標是改變導致人們生活壓力的圖式，並用更現實的圖式取而代之。一旦負面模式被替換，它有望緩解患者的症狀。CBT 被認為在治療抑鬱症方面特別有效，最近甚至在團體環境中使用。人們認為，在團體環境中使用 CBT 有助於為其成員提供支持感。[51]已經發現 CBT 對許多患者是一種有效的治療方法，即使是那些沒有通常被認為是精神病的疾病和障礙的患者。例如，CBT對患有多發性硬化症的患者很有幫助。這種治療通常可以幫助患者應對他們所患有的疾病，以及他們如何適應新生活，而不會出現新的問題，例如抑鬱症或對自己的負面圖式。